# تائی‌یوان

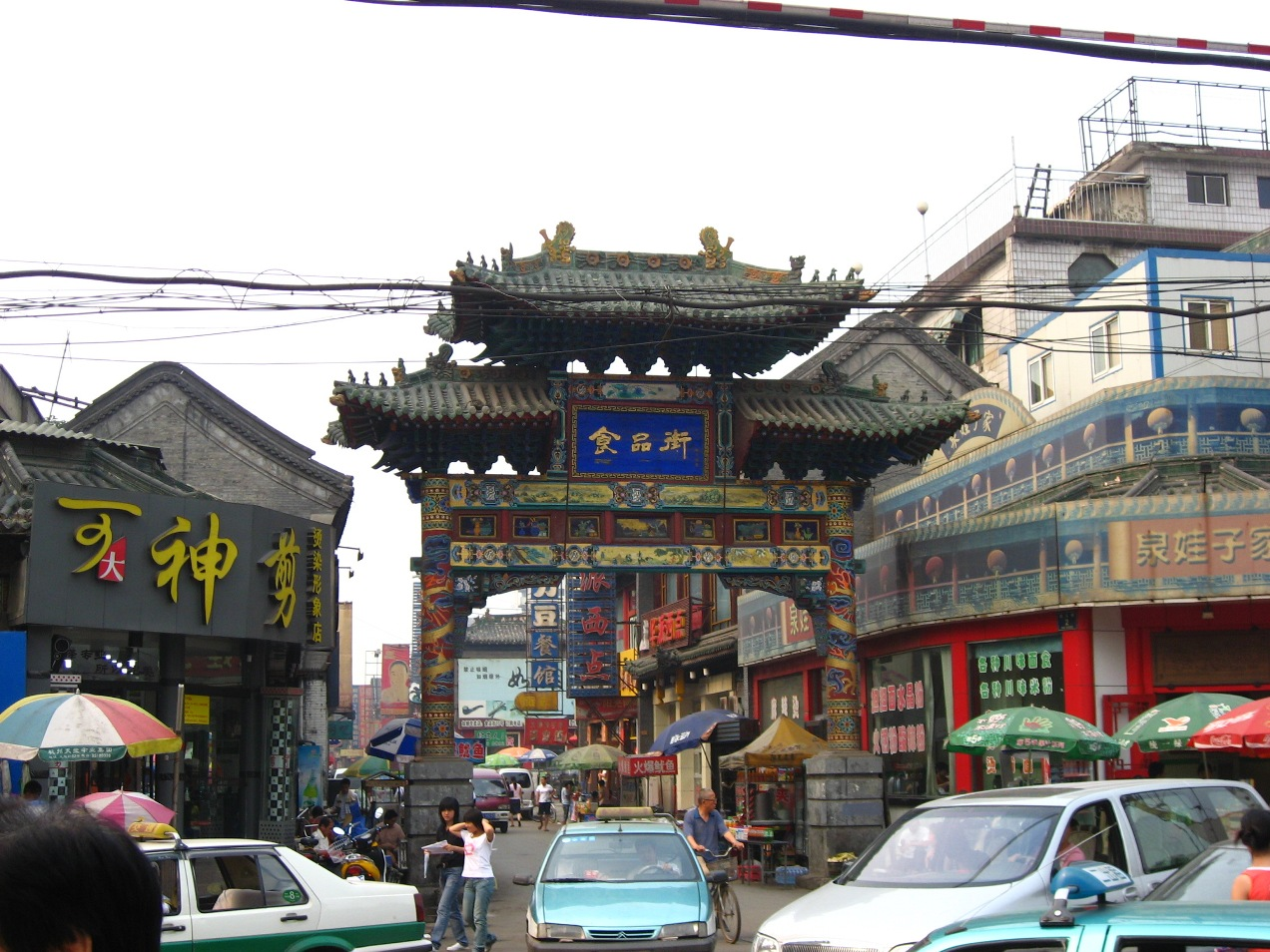
تائی‌یوان.

تائی‌یوان (به چینی: 太原 به انگلیسی: Taiyuan) یکی از شهرهای کشور جمهوری خلق چین است. جمعیت آن در سال ۲۰۰۸ میلادی برابر ۲،۷۶۳،۱۷۴ نفر تخمین زده شده است . جمعیت آن با حومه بیش از سه میلیون و چهارصدنفر است . تای یوان مرکز استان شانکسی چین است.